# Vorchdorferbahn
De Vorchdorferbahn is een normaalspoor lokaalspoorlijn van Stern und Hafferl in Oostenrijk, tussen Vorchdorf en Lambach. De lijn werd geopend in 1903 en is 15,6 kilometer lang. Anno 2023 is het de enige Stern & Hafferl-lijn in deze regio waarop nog "antieke" treinen de dienst uitmaken.

## Historie
Aanvankelijk was het een staatsspoorweg met stoomtractie. Tussen Lambach en Stadl-Paura rijden Stern und Hafferl en ÖBB over hetzelfde enkelspoor. Na station Stadl-Paura is er een drie-sprong: De meest rechtse lijn is een militaire lijn, die doodloopt in de bossen; de middelste lijn is de ÖBB-lijn die voorheen tot in Gmunden Seebahnhof door liep, en een voortzetting is van de paardenspoorweg Budweis-Linz-Gmunden. In 1989 stopte het reizigerverkeer op de ÖBB-lijn. De linker lijn is de Stern & Hafferl-lijn naar Vorchdorf. Toen de staatslijn de staat te veel ging kosten nam Stern & Hafferl de lijn in 1931 over en vond elektrificatie met 750 volt plaats. Zo verkreeg Stern & Hafferl een aansluitende lijn op haar Traunseebahn. In 1903 waren er drie treinen per dag, in 1932 was dat ook zo, en in 1938 reden er hooguit zes treinen per dag. Een snelle overstap op de Traunseebahn was er meestal niet bij.

### Vervoerprestaties
Het goederenvervoer bleef altijd ver achter op het passagiersverkeer; van een hoogtepunt is geen sprake; in 1955 was het met ruim 50.000 ton het meest. Vanaf 1958 daalde het ver onder de 50.000 ton, en tegen 2000 was het bijna nul. Het aantal passagiers behaalde in 1946 het hoogtepunt, 350.000, en was in 1937 het laagst, minder dan 50.000.

### De 21e eeuw
In 2003 stonden er 17 ritten in de dienstregeling, op onregelmatige tijden, en niet allemaal iedere dag. Ook dan is er niet altijd een (vlotte) aansluiting op de Traunseebahn. Op zondag waren er maar zes ritten. Meer dan een uur geen trein is heel gewoon, ook doordeweeks. De verbetering van de Traunseebahn-frequentie heeft nog niet tot verbetering op de Vorchdorferbahn geleid. Wel is er doordeweeks één "bijzonder lange" 'extra' rit bijgekomen: die gaat maar tot de eerste halte vanaf Vorchdorf, en duurt maar liefst twee minuten. Waarna de trein terugkeert naar Vorchdorf. Ook is de baan gemoderniseerd, haltes vernieuwd of bijgekomen, en het aantal overwegen met oranje/rode lichten is toegenomen, waardoor de trein-fluit minder gebruikt wordt. Alleen op het gezamenlijke deel zijn er slagbomen.

## Materieel
De reizigerstreinen bestaan vooral uit een soort railbussen uit de jaren 1953 en 1956, die overgenomen werden van de Extertalbahn in Duitsland, toen die stopte met reizigerstreinen. De 'vierkante' railbussen worden ook wel trams genoemd; ze lijken veel op oude Duitse trams. Zij reden in Oostenrijk eerst ruim 20 jaar op de lijn Bürmoos - Trimmelkam, en zijn dus "3e hands". In de spitsuren rijden er tweedelige treinstellen afkomstig van de spoorweg Keulen-Frechen-Benzelrath, gebouwd in 1953. Zij deden hiervoor dienst op de Linzer Lokalbahn (LILO), ook van Stern & Hafferl, en zijn dus ook  in hun 3e inzetgebied. Indien nodig wordt er tijdelijk een LILO trein geleend. Aangezien het normaalspoor is kan dat gewoon via de ÖBB spoorlijn komen en gaan.

## Toekomst
Het is de bedoeling in de toekomst treinen via Lambach door te laten rijden naar Wels. Daar zijn dubbelspanningstreinen voor nodig. Tussen 2026 en 2030 worden de 70 jaar oude treinen geleidelijk vervangen door nieuwe voor iedereen toegankelijke treinstellen. Dat Stern & Hafferl niet meer genoodzaakt is 2e hands treinen te kopen uit zuinigheid komt omdat de overheid tegenwoordig meebetaalt.

## Galerij

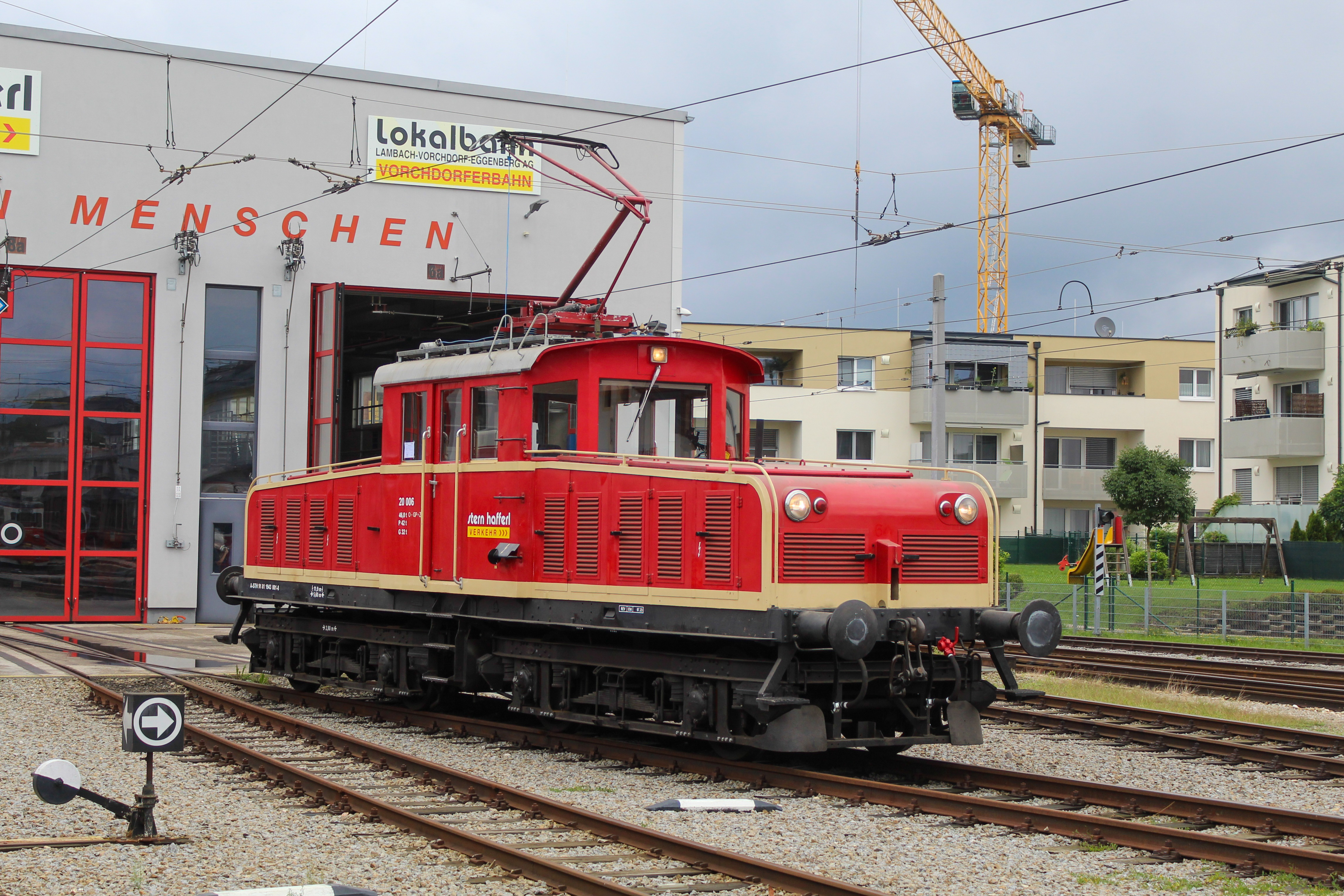
Goederenloc uit 1952 in Vorchdorf.
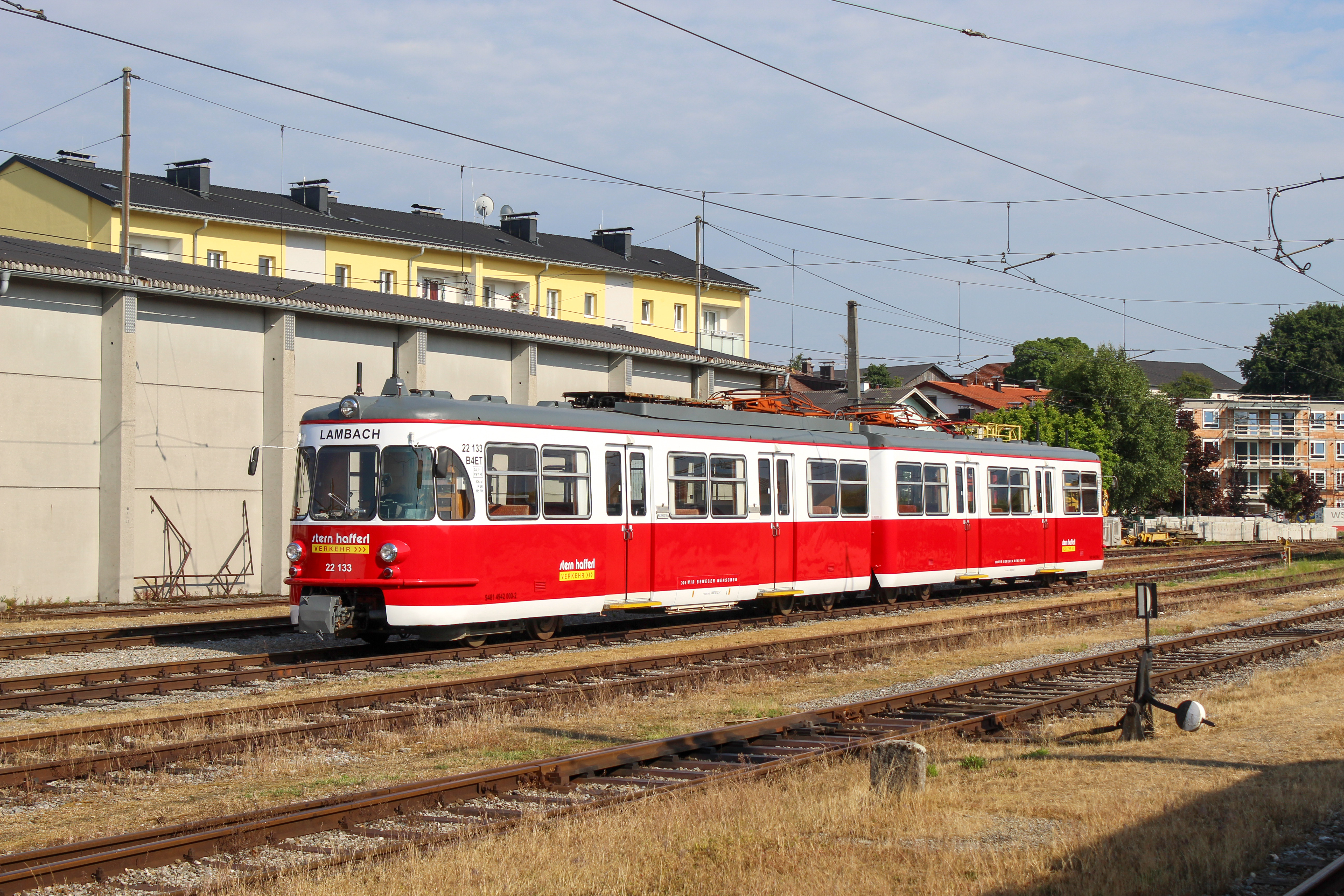
"Keulse" vierasser uit 1953 in Vorchdorf.